# Osmia rufina
Osmia rufina är en biart som beskrevs av Cockerell 1931. Osmia rufina ingår i släktet murarbin, och familjen buksamlarbin. Inga underarter finns listade i Catalogue of Life.